# アンス・ファティ
- アンス・ファティ
- アンスー・ファティ

アンス・ファティ（Ansu Fati）こと、アンスマネ・ファティ・ヴィエイラ（Anssumane Fati Vieira, 2002年10月31日 - ）は、ギニアビサウ・ビサウ自治区ビサウ出身のサッカー選手。リーグ・アン・ASモナコ所属。スペイン代表。ポジションはFW。

## クラブ経歴

### プロ入り前
2002年ギニアビサウに生まれる。父の影響でスペイン・セビリアで幼少期の大半を過ごした。6歳の時に兄のブライマがセビージャと契約したことをきっかけでエレーラのクラブに加入し、セビージャの下部組織を経て、2013年にバルセロナの下部組織 (ラ・マシア) に入所した。ラ・マシアではエリック・ガルシア、コンラッド・デ・ラ・フエンテ、久保建英と同一年代でプレーし交友がある。同年8月に「U-12ジュニアサッカーワールドチャレンジ2013」で初来日、大会得点王を獲得している。

### FCバルセロナ
2019年7月25日、2022年までプロ契約結び、違約金は1億ユーロに設定された。2019年8月25日、ラ・リーガ第2節のレアル・ベティス戦にて、78分にカルレス・ペレスとの交代でトップチームデビューを果たした。16歳298日でのトップチームデビューはビセンテ・マルティネスに次ぐクラブ史上2番目の若さであった。8月31日、第3節のオサスナ戦にてカルレス・ペレスのクロスボールに頭で合わせ、トップチームでの初ゴールを挙げた。16歳304日でのゴールはクラブ史上最年少ゴールであり、リーガ・エスパニョーラ史上3番目の若さであった。9月14日、カンプ・ノウでのバレンシア戦では先発出場を果たし、ホームでのクラブ史上最年少の先発出場を果たした選手となると、この試合で1ゴール1アシストを記録し、カンプ・ノウでの最年少得点者となり、またリーガ・エスパニョーラ史上最年少で1試合中に得点とアシストを記録した選手ともなった。9月17日、UEFAチャンピオンズリーグのドルトムント戦に先発出場した。これは16歳321日での出場であり、クラブ史上最年少CL出場選手となった。12月5日、クラブとの契約条件を引き上げ、違約金は1億7000万ユーロに引き上げられた。12月10日、インテル戦では途中出場後僅か1分で決勝ゴールを決め、17歳40日でのCL史上最年少得点を記録した。2020年2月2日のレバンテ戦で2ゴールを決め、リーガの最年少マルチゴール記録を更新した。
2020年9月23日、トップチームに正式に昇格し、違約金は4億ユーロに引き上げられた。また、アルトゥーロ・ビダルの退団に伴い空き番号となった22番を着用することが発表された。2020年9月のラ・リーガ月間最優秀選手に選出された。10月1日、第2節のセルタ・デ・ビーゴ戦では2得点をあげて勝利に貢献した。10月20日、UEFAチャンピオンズリーグのフェレンツヴァーロシュTC戦でゴールを挙げ、CLで複数得点を記録した史上最年少選手となった。10月24日、第7節のレアル・マドリード戦ではエル・クラシコにおける最年少得点記録を更新するゴールを挙げた。11月7日のレアル・ベティス戦で左膝半月板を損傷し、手術を受けた。
2021-22シーズンから、パリ・サンジェルマンFCへ移籍したリオネル・メッシの後を受けて背番号10番に変更した。9月26日、第7節のレバンテ戦で半月板の負傷から復帰し、今季初ゴールを決めた。10月20日にはバルセロナと2027年までの契約延長に合意した。

### ブライトン
2023年9月1日、ブライトン・アンド・ホーヴ・アルビオンFCへの1年間のローン移籍が発表された。9月30日のアストン・ヴィラ戦で移籍後初ゴールを挙げた。UEFAヨーロッパリーググループリーグ第3節のアヤックス戦では勝利を決定的とするチームの2点目を挙げ、大会初勝利に貢献した。しかしその後は怪我に悩まされ、シーズン通してリーグ戦は19試合2ゴールの結果にとどまった。

### バルセロナ復帰
2024-25シーズンよりバルセロナへ復帰。しかしシーズン開幕前に負傷し、プレーシーズンを欠場。
2025年7月1日、バルセロナと2028年6月までの契約延長に合意した。

### ASモナコ
2025年7月1日、ASモナコへの買取オプション付きの1年間のローン移籍で加入することが発表された。背番号は31。

## 代表経歴
もともとギニアビサウの代表資格を持っていたが、一度もプレーすることなく、2019年9月20日にスペイン国籍を取得し、スペイン代表としてプレーしている。
2020年9月3日、UEFAネーションズリーグのドイツ戦で、スペイン史上2番目の若さとなる17歳284日でフル代表デビューを果たした。デビュー2戦目となった、同大会、9月6日のウクライナ戦でフル代表初ゴールを決めた。このゴールはスペイン代表史上最年少ゴール記録となった。
2022年11月11日、2022 FIFAワールドカップに臨むメンバーの1人に選ばれた。

## 人物
- 2019年9月20日に正式にスペイン国籍を取得した[32]。

## 個人成績
| クラブ     | シーズン | リーグ     | リーグ戦 | リーグ戦 | カップ戦 | カップ戦 | UCL  | UCL  | UEL  | UEL  | その他 | その他 | 合計 | 合計 |
| クラブ     | シーズン | リーグ     | 出場     | 得点     | 出場     | 得点     | 出場 | 得点 | 出場 | 得点 | 出場   | 得点   | 出場 | 得点 |
| ---------- | -------- | ---------- | -------- | -------- | -------- | -------- | ---- | ---- | ---- | ---- | ------ | ------ | ---- | ---- |
| バルセロナ | 2019-20  | ラ・リーガ | 24       | 7        | 3        | 0        | 5    | 1    | -    | -    | 1      | 0      | 33   | 8    |
| バルセロナ | 2020-21  | ラ・リーガ | 7        | 4        | 0        | 0        | 3    | 1    | -    | -    | 0      | 0      | 10   | 5    |
| バルセロナ | 2021-22  | ラ・リーガ | 10       | 4        | 1        | 0        | 3    | 1    | -    | -    | 1      | 1      | 15   | 6    |
| バルセロナ | 2022-23  | ラ・リーガ | 36       | 7        | 5        | 2        | 6    | 0    | 2    | 0    | 2      | 1      | 51   | 10   |
| バルセロナ | 2023-24  | ラ・リーガ |          |          |          |          |      |      |      |      |        |        |      |      |
| バルセロナ | 通算     | 通算       | 77       | 22       | 9        | 2        | 17   | 3    | 2    | 0    | 4      | 2      | 109  | 29   |
| ブライトン | 2023-24  | プレミア   |          |          |          |          |      |      |      |      |        |        |      |      |
| ブライトン | 通算     |            |          |          |          |          |      |      |      |      |        |        |      |      |
| 総通算     | 総通算   | 総通算     | 77       | 22       | 9        | 2        | 17   | 3    | 2    | 0    | 4      | 2      | 109  | 29   |

## 代表歴

### 出場大会
スペイン代表
- 2020年 - UEFAネーションズリーグ2020-21
- 2022年 - 2022 FIFAワールドカップ

### 試合数
- 国際Aマッチ 10試合 2得点（2020年 - ）[33]

| スペイン代表 | 国際Aマッチ | 国際Aマッチ |
| 年           | 出場        | 得点        |
| ------------ | ----------- | ----------- |
| 2020         | 4           | 1           |
| 2022         | 3           | 1           |
| 2023         | 3           | 0           |
| 通算         | 10          | 2           |

### 得点
| # | 開催年月日     | 開催地                                                   | 対戦国     | スコア | 結果 | 試合概要                               |
| - | -------------- | -------------------------------------------------------- | ---------- | ------ | ---- | -------------------------------------- |
| 1 | 2020年9月6日   | マドリード、エスタディオ・アルフレッド・ディ・ステファノ | ウクライナ | 3-0    | 4-0  | UEFAネーションズリーグ2020-21・リーグA |
| 2 | 2022年11月17日 | アンマン、アンマン国際スタジアム                         | ヨルダン   | 1-0    | 3-1  | 親善試合                               |

## タイトル

### クラブ
バルセロナ
- ラ・リーガ : 2022-23, 2024-25
- コパ・デル・レイ : 2020-21, 2024-25
- スーペルコパ・デ・エスパーニャ : 2022-23, 2024-25

### 代表
スペイン代表
- UEFAネーションズリーグ: 2022-23

### 個人
- ラ・リーガ月間最優秀選手賞: 2020年9月